# Cantó de Cérilly
El cantó de Cérilly és una antiga divisió administrativa francesa del departament de l'Alier, situat al districte de Montluçon, té 12 municipis i el cap cantonal és Cérilly. Va desaparèixer el 2015.

## Municipis
- Ainay-le-Château
- Braize
- Cérilly
- Isle-et-Bardais
- Lételon
- Meaulne
- Saint-Bonnet-Tronçais
- Theneuille
- Urçay
- Valigny
- Le Vilhain
- Vitray

## Història
| Data d'elecció                           | Identitat      | Partit                      | Qualitat |
| ---------------------------------------- | -------------- | --------------------------- | -------- |
| 1945-1973                                | Pierre Boulois | SFIO, després Divers gauche |          |
| 1973-1985                                | Daniel Gulon   | PCF                         |          |
| 1985-2015                                | Gérard Dériot  | Divers droite, després UMP  |          |
| les dades anteriors no són pas conegudes |                |                             |          |
|                                          |                |                             |          |

## Demografia
| 1962  | 1968  | 1975  | 1982  | 1990  | 1999  | 2007  |
| ----- | ----- | ----- | ----- | ----- | ----- | ----- |
| 8.628 | 9.218 | 8.464 | 7.737 | 7.214 | 6.544 | 6.199 |